# ブリッジインターナショナル
ブリッジインターナショナル株式会社は、B-to-B(法人対法人)の営業とマーケティングに特化して、BPO（ビジネス・プロセス・アウトソーシング）サービス、コンサルティングサービス、ITソリューションを提供する企業。

## 沿革
- 2002年 ブリッジインターナショナル株式会社設立、東京都世田谷区駒沢にて業務開始
- 2003年 業務拡大に伴い、本社及びセールスBPOセンター所在地を東京都世田谷区若林に移転
- 2004年 「BS7799-2：2002」及び国内規格「ISMS認証基準Ver. 2.0」を、同時に取得
- 2005年 プライバシーマーク取得
- 2007年 愛媛県松山市に松山事業所及びセールスBPOセンターを開設
- 2018年 10月3日に東京証券取引所マザーズ市場へ上場[2][3]。
- 2019年 東京都新宿区、神奈川県横浜市西区みなとみらいにオフィスを開設